# Люнет Белкина
Люнет Белкина — укрепление времён Крымской войны в Севастополе, построенное в конце сентября — начале октября 1854 года. В настоящее время территория люнета занята кладбищем Коммунаров. Люнет назван по имени своего первого командира лейтенанта (впоследствии контр-адмирала) — Михаила Фёдоровича Белкина.

## Память
В сентябре 1905 году Великим князем Александром Михайловичем (внуком Николая I, председателем Комитета по восстановлению памятников Севастопольской обороны) был утверждён проект памятного знака для люнета, сооруженного в октябре 1854 года. 
Памятный знак открыли в 1905 году во время празднования 50-летия обороны Севастополя. Автор проекта памятного знака — инженер-полковник О. И. Энберг.
В память защитников люнета построен памятник в виде массивного гранитного пирамидного обелиска. На фасаде имеется рельефное изображение пушечного ядра и текст «Люнет Белкина 1854—1855». Тыльная сторона содержит название частей, которые защищали люнет —  резервный батальон Брестского полка и Тарутинский егерский полк..
В 1935 году, когда сооружался памятник П. Н. Шмидту, монумент был перенесён ближе к главному входу кладбища.